# Ousmane Diomandé
Ousmane Diomandé (* 4. Dezember 2003) ist ein ivorischer Fußballspieler, der aktuell als Innenverteidiger bei Sporting Lissabon spielt. Er ist zudem ivorischer Nationalspieler.

## Karriere

### Verein
Ousmane Diomandé, geboren in der Elfenbeinküste, begann im Alter von zehn Jahren bei FCOS d'Abobo mit dem Fußballspielen. Er durchlief die Jugendabteilung des Vereins und war am historischen Aufstieg der ersten Mannschaft in die dritte Liga beteiligt. Nach seinem Wechsel zum FC Midtjylland im Jahr 2020 spielte er dort im Jugendbereich. Er wurde 2022 zum portugiesischen Zweitligisten CD Mafra verliehen. Sein Debüt in der portugiesischen zweiten Liga gab er am 6. August 2022. Insgesamt kam er in der Hinrunde auf 13 Einsätze in der Liga, seine Leistungen weckten die Aufmerksamkeit von Sporting Lissabon.
Diomandé wechselte schließlich im Januar 2023 für eine Ablöse von 7,5 Millionen Euro zu Sporting Lissabon, wo er einen Vertrag bis 2027 erhielt. Dort etablierte er sich schnell als Stammspieler. In der Saison 2023/24 absolvierte er 26 Ligaspiele und fehlte nur zu Jahresbeginn 2024, als er mit der Nationalmannschaft am Afrika-Cup teilnahm.

### Nationalmannschaft
Diomandé wurde im September 2023 für die ivorische Nationalmannschaft für die Qualifikationsspiele zum Afrika-Cup 2024 berufen. Sein Debüt gab er am 9. September 2023 bei einem 1:0-Sieg über Lesotho. Im Dezember 2023 wurde Diomandé in den Kader der ivorischen Nationalmannschaft für den Afrika-Cup 2024 berufen. Obwohl er nur in den ersten beiden Gruppenspielen gegen Guinea-Bissau und Nigeria spielte, gewann die Elfenbeinküste am 11. Februar schließlich das Turnier, nachdem sie Nigeria im Finale mit 2:1 besiegte.